# Virola sebifera
Yayamadou
Espèce
Statut de conservation UICN

 LC  : Préoccupation mineure
Classification phylogénétique
Synonymes
Selon GBIF (02 février 2022) :
- Knema sebifera (Aubl.) Peterm.
- Myristica cordifolia Mart.
- Myristica cordifolia Mart. ex A.DC.
- Myristica mocoa Poepp.
- Myristica mocoa Poepp. ex A.DC.
- Myristica panamensis Hemsl.
- Myristica sebifera (Aubl.) Lam., 1791
- Myristica sebifera (Aubl.) Sw.
- Myristica sebifera var. cordifolia A.DC.
- Myristica sebifera var. curvinervia A.DC.
- Myristica virola Raeusch.
- Palala mocoa (Poepp. ex DC.) Kuntze
- Palala panamensis (Hemsl.) Kuntze
- Palala sebifera (Aubl.) Kuntze
- Virola boliviensis Warb.
- Virola mocoa (A.DC.) Warb.
- Virola mycetis Pulle
- Virola panamensis (Hemsl.) Warb.
- Virola peruviana var. tomentosa Warb.
- Virola sebifera subsp. curvinervia Warb.
- Virola sebifera var. curvinervia Warb.
- Virola venezuelensis Warb.
- Virola warburgii Pittier

Selon Tropicos (02 février 2022) :
- Myristica cordifolia Mart. ex A. DC.
- Myristica fulva King
- Myristica mocoa A. DC.
- Myristica panamensis Hemsl.
- Myristica sebifera (Aubl.) Sw.
- Myristica sebifera var. cordifolia A. DC.
- Myristica sebifera var. curvinervia A. DC.
- Myristica virola Raeusch.
- Palala mocoa (A. DC.) Kuntze
- Palala panamensis (Hemsl.) Kuntze
- Palala sebifera (Aubl.) Kuntze
- Virola boliviensis Warb.
- Virola mocoa (A. DC.) Warb.
- Virola mycetis Pulle
- Virola panamensis (Hemsl.) Warb.
- Virola peruviana var. tomentosa Warb.
- Virola sebifera var. curvinervia Warb.
- Virola venezuelensis Warb.
- Virola warburgii Pittier

Virola sebifera est une espèce d'arbres néotropicaux de la famille des Myristicaceae (famille du muscadier). Il s'agit de l'espèce type du genre Virola Aubl.
En Guyane, on il est connu sous les noms de Yayamadou (Créole), Muscadier porte-suif (Français désuet), Virola (Kali'na), Ucuùba, Ucuúba vermelha (Portugais), Baboun, Djadja, ajamadou (Nenge tongo yaya signifiant "droit" et udu "bois", donc diadia udu, yayamadou, "bois droit", "tronc droit"), Grand bouchi-moulomba, Yayamadou de marécage.
Au Suriname, on l'appelle Baboenhout (Hollandais du Suriname).
Au Guyana, c'est Hill dalli (Créole), Dalli (Arawak), Warushiran (Caribe).
Au Venezuela, il porte les noms de Ayoco, Yopo (Warekena (es)), Ayuku, Guachinakua (Yekwana), Erika-bai-yek, Ibirkabá (Arekuna), Camaticaro, Camaticaro rojo, Carpeto, Cozoiba, Cuajo, Cuajo negro, Cuajo pequeño, Lancetillo, Masarico, Piassám, Sangrino blanco, Sangrito blanco, Tártago (Espagnol).

## Description
Virola sebifera est un arbre haut de 2 à 25(30) m, avec un port caractéristique avec de fines branches perpendiculaires au tronc, étagées en pseudo-verticilles.
Son tronc est droit et cylindrique, dépourvu de contreforts (ou alors très petits), atteignant rarement une hauteur totale de 20 m pour un diamètre de 20 cm.
Son écorce externe écailleuse (marquée de fines côtes longitudinales), de couleur grise à brun rougeâtre (le rhytidome brun clair à lenticelles saillantes).
L'écorce interne est rosâtre.
En cas de blessure, il exsude une abondante sève rouge, un peu aqueuse.
Ses rameaux sont cylindriques, souvent striés lorsqu'ils sont secs, ferrugineux-tomenteux (lorsqu'ils sont jeunes) devenant glabrescents, brun foncé.
Le bois est beige clair, à grain fin et fil très droit, léger (densité : 0,40 à 0,65). On compte 6 à 8 vaisseaux par mm², mesurant en moyenne 110 à 130 µm. Les perforations des vaisseaux sont uniques ou parfois en grilles de 1 à 7 barreaux. Les ponctuations inlervasculaires sont de l'ordre de 9-11 µm.
Les feuilles de Virola sebifera sont reconnaissables sur l'arbre ou au sol : la base cordée, sans acumen bien individualisé, tomenteuses roussâtres sur la face inférieure, avec des nervures d'ordre 3 distinctes grossièrement parallèles.
Elles sont simples, alternes, subcoriaces, de forme ovale ou oblongue (généralement plus large vers la base), aiguës ou acuminées à l'apex, à base plus ou moins cordée, longues de ± 25 (10-35) cm pour 9 (4-11) cm de large.
On note un indumentum étoilé, dense, ferrugineux, sur les deux faces, devenant glabre avec l'âge sur la face adaxiale, et des trichomes dendritiques abondants sur les rameaux, les inflorescences et les fleurs.
La face adaxiale (au-dessus) est glabrescente souvent brillante, la nervure médiane et secondaires imprimée à légèrement saillante.
La face abaxiale (en dessous) (sub)tomenteuses, gris-roussâtre, avec les nervures médiane et secondaires nettement saillantes.
Les 10-21 paires de nervures secondaires sont droites, confluent vers la marge.
Les nervures tertiaires sont ± distinctement parallèles.
Le pétiole est long de 10-14(17) mm.

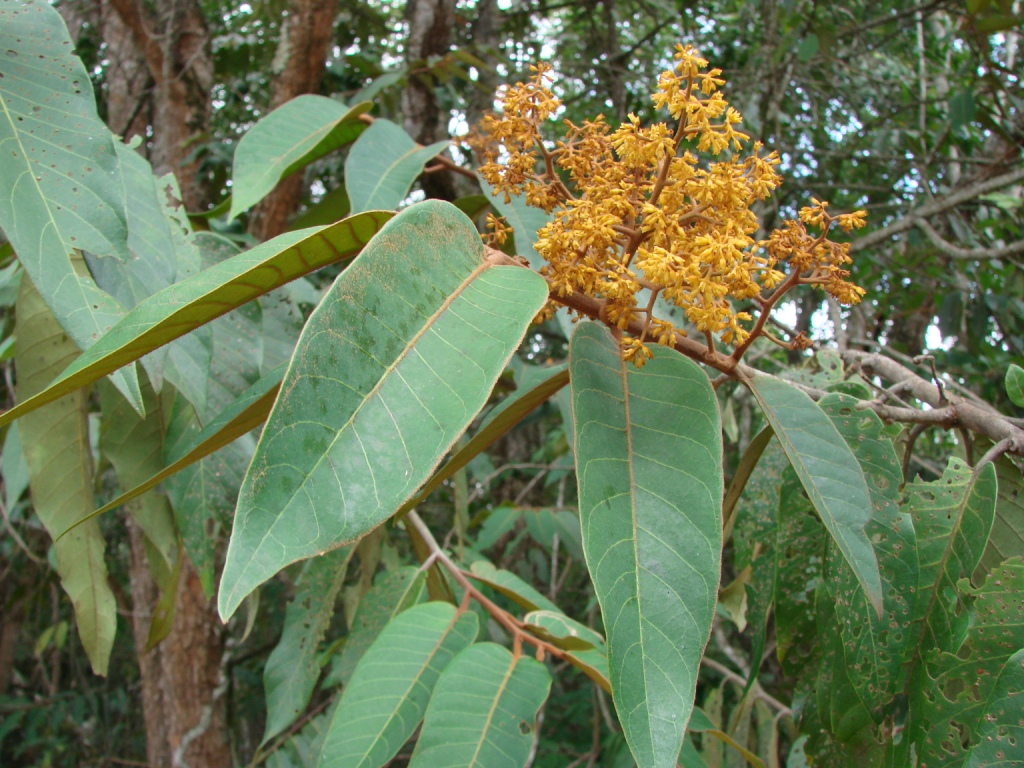
Inflorescence de Virola sebifera

Dioïque, les pieds mâles et femelle sont séparés.
Les inflorescences sont des panicules axillaires et terminaux, ramifiés, tomenteux de couleur rouille.
Inflorescences staminées (mâles), plus courtes que les feuilles, atteignent 15(18) cm, largement paniculées, ramifiées librement, à nombreuses fleurs.
Les inflorescences femelles, généralement plus courtes que les mâles, moins ramifiées, atteignent (8,5)10 cm.
Les fleurs sont fasciculées, dorées-ferrugineuses, en forme d'entonnoir.
Les tépales sont longs de 0,7-6,9 mm, avec une pubescence étoilée dense sur la face adaxiale.
Les fleurs staminées (mâles), ont un pédicelle long de 1,5-2 mm.
Le périanthe en entonnoir, est long de 2-2,5 mm, avec 3(4) lobes courts.
Les 3(4) anthères sont longues de 0,8-1 mm, soit 3 à 4 fois plus longues que la partie découverte de la colonne staminale, trapue, longue de 0,2-0,3 mm.
Le conjonctif apiculé, fait saillie au-delà des anthères.
Les fleurs pistillées (femelles) ont un pédicelle long de 1-1,5 mm.
Le périanthe urcéolé, est long de 2,5 mm.
L'ovaire ovale ou (sub)globuleux, est tomenteux, et porte un stigmate sessile, discoïde, peu fendu, légèrement oblique, à 2 lobes.
Le fruit, de même structure que chez la muscade, est globuleux ou globuleux-ellipsoïde, relativement petit, long de 10-15(18) mm pour 11(12) mm de large.
Il s'agit d'une capsule bleu-vert, densément pubescente brun ferrugineux à tomenteuse rouille (lorsqu'immature), devenant glabrescente.
Il contient une graine, recouverte d'un arille lacinié violet à rouge,,,,.

## Répartition
Virola sebifera est présent du Nicaragua, au Brésil, en passant par le Costa Rica, le Panama, la Colombie, le Venezuela, le Guyana, le Suriname, la Guyane, l'Équateur, le Pérou, la Bolivie,.

## Écologie
Virola sebifera pousse principalement en forêt de terre ferme, dans les régions côtières et dans les formations secondaires en Guyane, dans les forêts marécageuses ou montagneuses du Suriname, dans les forêts secondaires et mixtes au Guyana, et dans les forêts sempervirentes de plaine ou de montagne, et les savanes, autour de 50–1 400 m d'altitude au Venezuela.
En Guyane, il fleurit en mai, et fructifie en juillet/août/novembre.
Les fruits de Virola sebifera tiennent une place important dans l'alimentation des communautés d'oiseaux au Panama (Toucan de Swainson, Toucans à carène, Tityre masqué, Trogon de Masséna, Motmot roux, Araçari à collier), qui eux-mêmes jouent un rôle important dans sa dissémination.
Sa dissémination a aussi été étudiée en Bolivie,
ainsi que la biologie de sa reproduction,
et ses loci microsatellites.
Les feuilles de Virola sebifera contiennent des composés phytotoxiques (sésamine, kobusine, quercitrine) à l'origine des propriétés allélopathiques de sa litière.

## Usage

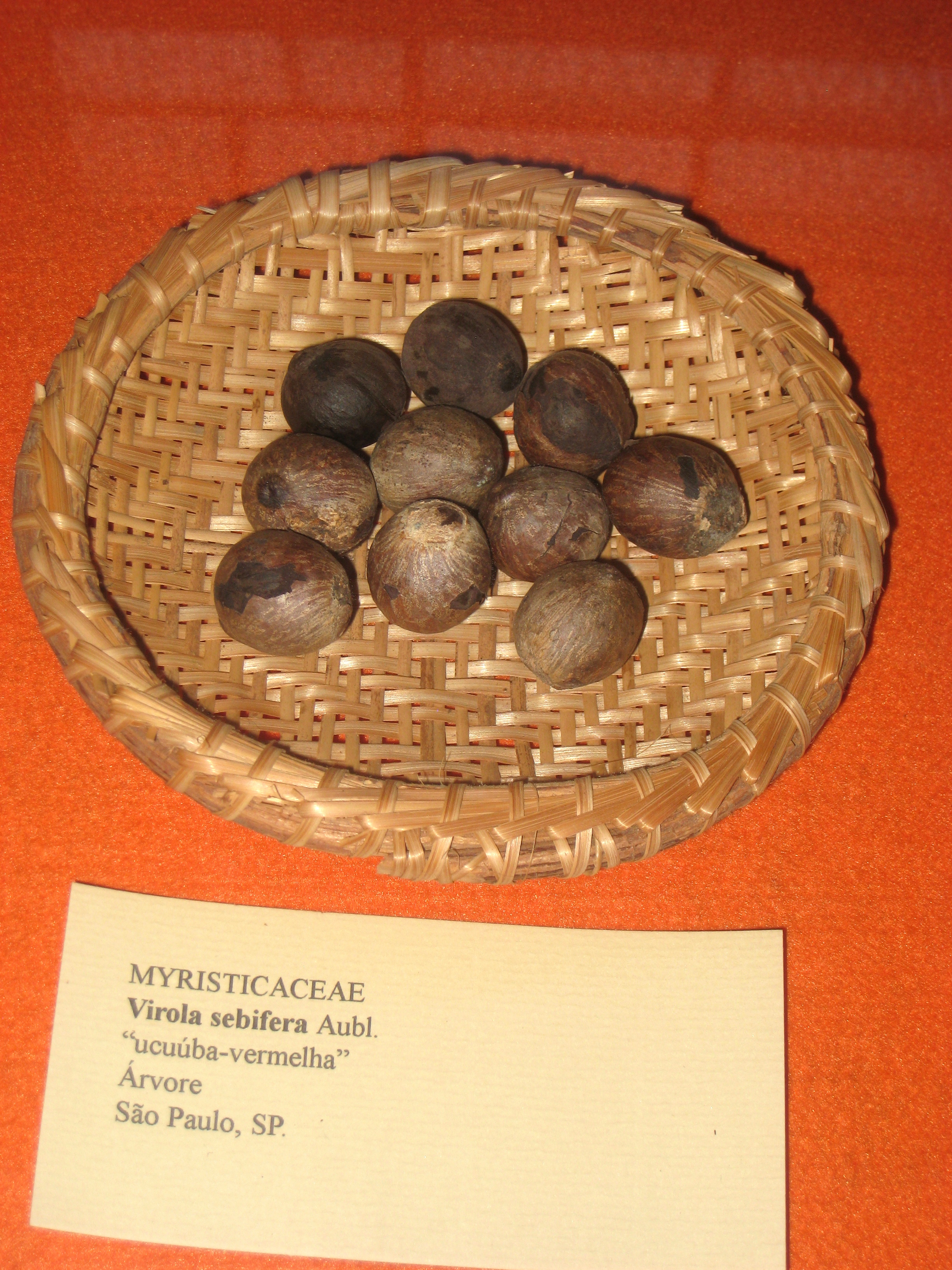
Graines de Virola sebifera (Ucuúba vermelha)

En Guyane, Fusée-Aublet rapporte que l'on extrayait autrefois des graines des Virola un "suif jaunâtre" âcre, employé pour fabriquer des chandelles.
Chez les amérindiens du Guyana, le bois de Virola sebifera est utilisé dans la construction de maisons. La sève rouge est frottée sur les plaies buccales.
Au Venezuela, certains chamans Yanomam et d'autres populations vivant dans la région des sources de l'Orénoque, organiseraient des danses cérémonielles destinées à soigner les fièvres au cours desquelles ils fumeraient ou priseraient l'écorce interne hallucinogène de Virola sebifera. Ils en feraient aussi une décoction destinée à éloigner les mauvais esprits,.
Ces propriétés hallucinogènes seraient liées à la présence de diméthyltryptamine et ses dérivés.
Des analyses de cette écorce rapportent qu'elle contient principalement de la N,N-diméthyltryptamine,
ainsi que des N-méthyl-N-formyltryptamine et de la N-méthyl-N-acétyltryptamine.
Le bois tendre de Virola sebifera est propice pour le déroulage et fourni un placage connu.
Virola sebifera est utilisé dans le traitement des rhumatismes, de l'arthrite, de la dyspepsie, du paludisme, des douleurs musculaires et de l'érysipèle.
Les extraits de Virola sebifera présentent une activité antibactérienne significative contre des souches Staphylococcus aureus résistantes à la méthicilline,
et des propriétés antioxydantes,,
antiproliférative,
cytotoxique sur des lignées cellulaires tumorales humaines.
Les composés antioxydants et antimicrobiens extraits de Virola sebifera présentent une activité significative sur Staphylococcus aureus, Staphylococcus epidermidis, Salmonella typhimurium et Escherichia coli
Du fait de sa composition chimique, l'extrait de Virola sebifera présente un potentiel insecticide contre la fourmi-manioc Atta sexdens rubropilosa et fongicide contre son champignon symbiotique Leucoagaricus gongylophorus,.

## Chimie
Le fruit de Virola sebifera contient des butyrolactones (du (2R, 3S)-3-(3,4-dimethoxybenzyl)-2-(3,4-methylenedioxybenzyl)-butyrolactone dans ses graines, et du (2R, 3R)-3-(3,4-dimethoxybenzyl)-2-(3,4-methylenedioxybenzyl)-butyrolactone, (2R, 3R)-2,3-di-(3, 4-dimethoxybenzyl)-butyrolactone et (2R, 3R)-2,3-di-(3,4-methylenedioxybenzyl)-butyrolactone dans son péricarpe),
ainsi que des tétralines et néolignanes de naphtalène (2,3-Dimethyl-4-piperonyl-4-veratrylbutan-1-ol),
des composés de ω-phenylundecanoyl (2,6-dihydroxybenzene, 2,6-dihydroxy-4-methoxybenzene et 3-hydroxycyclohexan-2,6-dione),
des néolignanes de tétralone (dont 2,4-dihydroxy-6,7-methylenedioxy-2,3-dimethyl-4-veratryltetralin-1-one),,,,,
des analogues des podophyllotoxines,
une lignane hydroxy-otobaine,
des lignanes de dibenzylbutane (diacétate de rac-(8a,8′P)-4,4′-dihydroxy-3,3′-dimethoxylignan-9,9′-diyl et diacétate de rac-(8a,8′P)-4-hydroxy-3-methoxy-3′,4′-methylenedioxylignan-9,9′-diyl).
On a extrait du bois de Virola sebifera du 3-indolcarboxaldéhyde, et des diarylpropanes : 1-(4'-hydroxy-2'-méthoxyphényl-3-(3"-hydroxy-4"-méthoxyphényl)-propane, Virolanol B et Virolanol C.
Plusieurs de ces composés ont pu être synthétisés artificiellement.

## Protologue

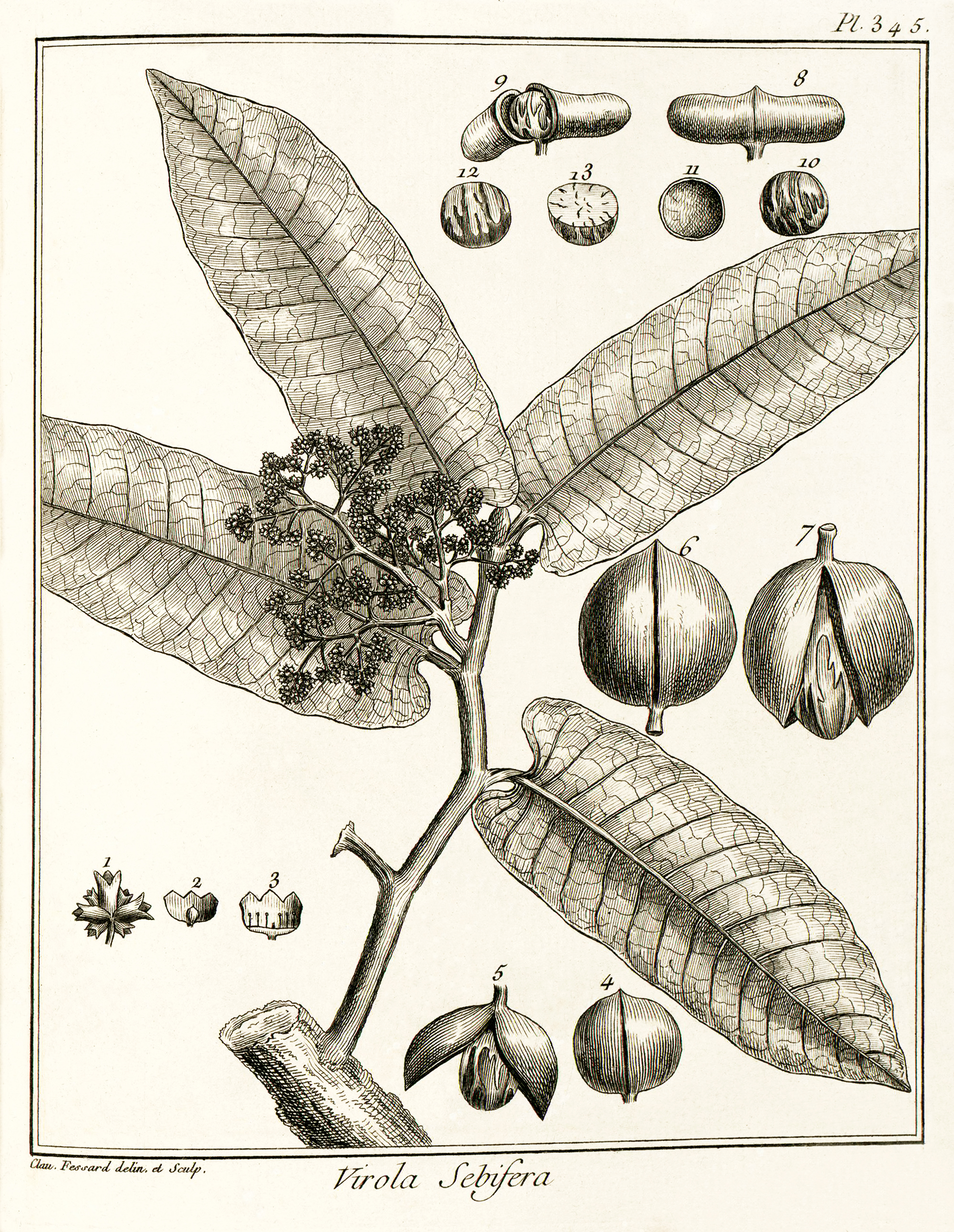
Virola sebifera d'après Aublet, 1775
On a repréſenté le fruit de grandeur naturelle. Les fleurs ſont groſſies & vues à la loupe. - 1. Grouppe de fleur. - 2. Fleur femelle ouverte. Ovaire. - 3. Fleur mâle ouverte. Étamine. - 4. Capſule. - 5. Cette capſule ouverte en deux valves. Noix. - 6. Capſule d'un arbre qui diffère du précédent par la groſſeur de ſon fruit. - 7. Cette capſule ouverte en deux valves. Noix. - 8. Capſule d'une troiſième eſpèce. - 9. Cette capſule ouverte en deux valves. Noix. - 10. Coque couverte de lames en forme de rézeau. - 11. Noix ſéparée de ſa coque. - 12. Coque ſans rézeau dont on voit ſeulement l’impreſſion. - 13. Noix coupée en travers.

En 1775, le botaniste Aublet propose le protologue suivant :
« VIROLA ſebifera.  (Tabula 345.)

Arbor trunco quadraginta aut ſexaginta-pedali, in ſummitate ramoſo ; ramis longis, tortuoſis, erectis, & declinatis, hinc & indè ſparſis, ramulis folioſis & floriferis, tomentoſis, ferrugineis. Folia. alterna, cordato-oblonga, acuta, ſupernè viridia, glabra, infernè tomentoſa, rufeſcenti, integerrima, brevi petiolata. Flores capitati, racemoſi, axillares & terminales ; racemo amplo, tomentoſo, ferrugineo. Flores congeſti quinque aut ſex, ſeſſiles. Fructus variat magnitudine & figura in diverſis arboribus, duplo major quibuſdaM, oblongus, valvulis in cylindrum obtuſum productis.

Ex nucleo extrahitur ſebi flaveſcentis fpecies: variis uſibus œconomicis & medicis inſervit illud ſebum ex quo candelæ conſiciuntur. E cortice incifo ſuccus tuber acris ſtillat.

Floret, fructumque fert Decembri, Januario & Februario.

Habitat in ſylvis paludoſis & montibus Caïennæ & Guianæ.

Nomen Caribæum Oyapocenſibus VOIROUCHI ; Sinémarienſibus VlROLA ; Gallicum JEAJEAMADOU.

Hæc arbor vera videtur ſpecies nucis myriſticæ pola. Rumph. Herb. Amboin. Lib. 2. pag. 14 & 27.
LE MUSCADIER Voirouchi.
le tronc de cet arbre s'élève à trente, quarante, cinquante & juſqu'à ſoixante pieds, ſur deux pieds & plus de diamètre. Son écorce eſt épaiſſe, rouſſâtre, gerſée, ridée. Son bois eſt blanchâtre, peu compacte. Il pouſſe à ſon ſommet un grand nombre de branches tortueuſes & rameuſes, qui s'étendent en tout ſens ; les unes droites d'autres inclinées, & d'autres preſque horiſontales.

Les rameaux ſont garnis de feuilles alternes, entières, oblongues, aiguës, échancrées à leur naiſſance, terminées par une pointe, elles ſont vertes en deſſus, & couvertes en deſſous d'un duvet court & rouſſâtre. Les plus grandes ont huit pouces de longueur, ſur trois & demi de largeur, la nervure longitudinale qui les partage, eſt fort ſaillante, ainſi que les nervures latérales qui en partent. Leur pédicule eſt court, charnu, convexe en deſſous, & creuſé en gouttiere en deſſus.

Les fleurs ſont de deux fortes. Les unes mâles, & les autres femelles. Les fleurs mâles naiſſent ſur un individu, & les fleurs femelles ſur un autre.

Les fleurs mâles ſont ramaſſées par petits bouquets de cinq à ſix fleurs ſeſſiles, ſur de groſſes grappes qui naiſſent de l'aiſſelle des feuilles, & à l'extrémité des rameaux.

Le pédoncule de la grappe, ſes branches & ſes fleurs ſont couverts d'un duvet rouſſâtre.

Le calice eſt d'une ſeule pièce en forme de coupe à trois dents.

II n'y a point de corolle.

Les étamines ſont au nombre de ſix, attachées au fond de la fleur ſur un diſque. Leur filet eſt court. L'anthère eſt très petite, & à deux bourſes. Le centre du diſque eſt couvert de pluſieurs petites éminences arrondies, ce que l'on découvre à l'aide d'un verre lenticulaire.

L'arbre, qui porte la fleur femelle, ne diffère que par (es fleurs qui ſont plus petites, à trois dents, dont le centre eſt occupe par un ovaire ſphérique, ſurmonté d'un stigmate charnu & obtus.

L'ovaire devient une capſule ſphérique, pointue, verdâtre, coriace, marquée de ſa baſe à ſa pointe, de chaque côte, d'une arrête ſaillante. C'eſt par-la quelle s'ouvre en deux valves, & laiſſe voir une coque couverte d'un rézeau de fibres rouges, applaties. La coque eſt très mince, fragile & noirâtre. Elle contient une graine couverte d'une membrane griſâtre. Cette graine, coupée en travers, eſt parſemée de veines rouſſâtres & blanches. Elle eſt fort huileuſe. Je n'ai pas pu découvrir ſi elle eſt à deux cotylédons.

On a repréſenté le fruit & grandeur naturelle. Les fleurs ſont groſſies & vues à la loupe.

Il y a trois variétés de cet arbre qui ne différent que par leurs fruits. L'un les a du double plus gros, l'autre a des fruits oblongs dont les deux côtes oppoſés ſont obtus. La graine de cette variété eſt petite. On a repréſenté ces fruits de grandeur naturelle.

Lorſqu'on entaille l'écorce de ces arbres, il en fort un ſuc rouge qui eſt plus ou moins abondant, ſelon la ſaiſon. Ce ſuc eſt âcre.

On s'en ſert dans le pays pour guérir les aphtes, & appaifer la douleur des dents cariées, en les couvrant d'un peu de coton imbibe de ce ſuc.

On tire de ces graines un ſuif jaunâtre avec lequel on fait des chandelles dans le pays. Pour cet effet l'on ſéparé les graines & leurs coques, en paffant un rouleau deſſus, après les avoir fait ſècher au ſoleil ; enſuite on les vanne, & étant nettoyées, on les pile & réduit en pâte, que l'on jette dans de l’eau bouillante pour en ſéparer le ſuif, qui ſe ramaſſe a la ſurface, & s'y durcit lorſque l'eau eſt refroidie ; enfin on le fond encore ſéparément, on le paſſe au travers d'un tamis, & l'on en forme des chandelles dont on fait uſage à la ville & dans les habitations.

Ce ſuif eſt âcre, & ne convient pas pour être appliqué extérieurement ſur les plaies & les ulcères, parcequ'il, cauſe de l’inflammation.

Ce fruit eſt nommé JEAJEAMADOU par les Créoles. L'arbre eſt appelle VOIROUCHI par les Naturels d'Oyapoc ; DAYAPA & VIROLA par les Galibis.

On trouvé de ces arbres fort jeunes qui portent des fruits. Ceux qui viennent écartés dans les ſavanes, ſont de moyenne grandeur.

Cet arbre eſt commun dans l'île de Caïenne, & dans la terre ferme de la Guiane ; il ſe plaît dans les terreins humides.

II eſt en fleur & en fruit dans les mois de Décembre, Janvier & Février. »
— Fusée-Aublet, 1775.